# Liste de train songs
Cette liste recense des exemples de train songs, c'est-à-dire des chansons ayant pour thème le train ou le chemin de fer. Une variante, baptisée train wreck song, traite généralement de la mort du personnel d'un train et de ses actes héroïques,.

## 0–9
- 500 Miles par Hedy West[4], Joan Baez[4], Peter, Paul and Mary[4], Rosanne Cash[4] et Tom Glazer[5]

Début de page

## A
- Alabama Bound par Buddy DeSylva, Bud Green et Ray Henderson[6]
- L'Amour en wagon-lit par Michel Delpech[7]
- Amtrak Crescent par Scott Miller & the Commonwealth[8]
- The Atlantic Coastal Line par Hank Snow[9]

Début de page

## B
- B Movie Box Car Blues par Delbert McClinton et Glen Clark[10]
- Ben Dewberry's Final Run par Jimmie Rodgers[11],[12]
- Big Railroad Blues par Grateful Dead[13]
- Big Train (from Memphis) par John Fogerty et The Seldom Scene[14]
- Big Wheels par Hank Snow[9]
- Black Train Blues par Bukka White[11]
- Blue Railroad Train par les Mountainaires[15]
- Blues for Dixie par Merle Haggard[16]
- Brakeman's Blues par Jimmie Rodgers[17]
- Bringin' in the Georgia Mail par Lester Flatt avec Earl Scruggs[4]
- Broke Down Engine par Bob Dylan[18]

Début de page

## C
- California Blues par Merle Haggard[16]
- Calling Out My Name par Joe « Cannonball » Lewis[19]
- Canadian Pacific par Hank Snow[9]
- Cannonball par les Stairwell Sisters[18]
- The Carrollton March par Arthur Clifton[1],[20]
- Casey Jones par Grateful Dead[13]
- Casey Jones par Johnny Cash[21], Fiddlin' John Carson and His Virginia Reelers[11], Joe Glazer[22] et John D. Mounce[23]
- Casey Jones the Union Scab par John McCutcheon[15]
- Casey Jones Was His Name par Hank Snow[9]
- Central Two-O-Nine par Robert Plant[24]
- Cha Cha Choo Choo par Jo-Anne King[25]
- The Champion par Ervin Rouse[26]
- Chattanooga Choo Choo par Hank Snow[9], Glenn Miller and His Orchestra[4],[11], Cleo Laine[27] et Tuxedo Junction[11]
- Chicago Bound Blues par Ida Cox[11]
- Chickasaw Limited par Bill Johnson and His Musical Notes[28]
- Choo Choo Ch' Boogie par Louis Jordan[29]
- City of Memphis par Johnny Tyler[28]
- City of New Orleans par Steve Goodman[4],[6],[15], Arlo Guthrie[4],[11], Willie Nelson[30],[31], Hank Snow[9] et Dottie West[32]
- Click Clack par Captain Beefheart[33]
- Click-Clack par Dickey Doo and the Don'ts[11]
- C'mon N' Ride It (The Train) par Quad City DJ's[34]
- Come the Morning par Hank Snow[9]
- The Coming and the Going of the Trains par Merle Haggard[16]
- Crack in the Box Car Door par Hank Snow[9]
- The Crazy Engineer par Hank Snow[9]
- Crazy Train par Ozzy Osbourne[10]

Début de page

## D
- Daddy, What's a Train? par Joe Glazer[22]
- Danville Girl par Joe Glazer[22]
- Death of John Henry par Uncle Dave Macon[35]
- Depot Blues par les Crowder Brothers[35]
- The Devil's Train par Roy Acuff[11]
- Did He Ever Return? par Fiddlin' John Carson[36]
- Dixie Flyer par Randy Newman[4]
- Dixie Flyer Blues par DeFord Bailey[37]
- Do the Choo-Choo par Jack Ashford and the Sound of New Detroit[38]
- Down by the Station par les Four Preps[11]
- Down Home Special par Bo Diddley[11]
- Down There by the Train par Johnny Cash[17],[39]
- Downbound Train par Bruce Springsteen[4]
- Downtown Train par Tom Waits et Rod Stewart[4]
- Driver 8 per R.E.M.[30]
- Duquesne, Pennsylvania par Hank Snow[9]
- Duquesne Whistle par Bob Dylan[40]

Début de page

## E
- Early Morning Rain par Gordon Lightfoot[41]
- Eighteen Wheels par Norton Buffalo[42]
- Engine Engine No. 9 par Roger Miller[11]
- The Engineer's Child par Hank Snow[9]
- Engineer's Song par Johnny Ragsdale[43]
- The Engineers Don't Wave from the Trains Anymore par Boiled Buzzards[15]

Début de page

## F
- The F.F.V. par Annie Watson[23]
- Fast Freight Blues par Sonny Terry[11]
- Fireball Mail par Roy Acuff[11],[44],[45],[46], Hank Snow[9], Mac Wiseman[47] et Little Jimmy Dickens[48]
- The Flying Scotsman par Gerry Mulligan[49]
- Folson Prison Blues par Johnny Cash[4],[10],[11],[21],[31],[46] et Hank Snow[9]
- Freedom Train par Bing Crosby avec les Andrews Sisters[50]
- Freight Train par Elizabeth Cotten[4], Rusty Draper[11] et Peter, Paul and Mary[4]
- Freight Train Blues par Roy Acuff[17],[44], Trixie Smith[11] et Brownie McGhee[23]
- Freight Train Boogie par Doc Watson et Merle Watson[31]
- Friendship Train par Gladys Knight and the Pips[11]

Début de page

## G
- The Gambler par Kenny Rogers[11]
- Gare de Lyon par Barbara[7]
- Gentle on My Mind par Glen Campbell et Aretha Franklin[41]
- Ghost Trains par Hank Snow[9]
- Gypsy Train par Toto
- Glazed de Sue Garner[51]
- Golden Gate Gospel Train par le Golden Gate Jubilee Quartet[35]
- The Golden Rocket par Hank Snow[9],[18]
- Gotta Git a Goin' par les Davis Sisters[52]
- Gravy Train par Golden and Carillo[53]

## H
- Harmonica Train par Sonny Terry and His Night Owls[11]
- Heads Up par Johnny Tyler[54]
- Hear My Train A Comin' par Jimi Hendrix[13]
- He's Coming to Us Dead par G. B. Grayson avec Henry Whitter[35] et les New Lost City Ramblers[23]
- Hey Porter par Johnny Cash[11],[17]
- The Hobo par Merle Haggard[16]
- Hobo Bill's Last Ride par Merle Haggard[16] et Jimmie Rodgers[11]
- Hobo Heaven par Boxcar Willie[31]
- Hobo's Lullabye par Woody Guthrie[41]
- Hobo's Meditation par Merle Haggard[16]
- Homeward Bound par Simon and Garfunkel[11]
- How Long Blues par Cleo Laine[27]

Début de page

## I
- I Just Gotta Go par Boxcar Willie[55]
- I Know You Rider par Grateful Dead[13]
- I Rode 'Em All Man par Anne Hills[15]
- I Took the Last Train par David Gates[11]
- I treni di Tozeur par Alice et Franco Battiato
- In the Pines par Leadbelly[41], les Louvin Brothers[41] et Bill Monroe[31]
- It Takes a Lot to Laugh, It Takes a Train to Cry par Bob Dylan[13] et Tracy Nelson[18]
- I'm Movin' In par Hank Snow[9]
- I'm Moving On par Hank Snow[9],[11],[44],[56] et Matt Lucas[11]
- I've Been Working on the Railroad par Pete Seeger[4] et Béla Fleck avec Abigail Watson[15]
- I've Got a Thing About Trains par Johnny Cash[30]

Début de page

## J
- Jay Gould's Daughter par Pete Seeger[23] et Frank Hamilton[57]
- J'entends siffler le train par Richard Anthony[7]
- Jerry, Go Oil That Car par Haywire Mac[23]
- Jersey Central Special par Shirley Winters, Smokey Warren et Shorty Warren[58]
- John Henry par Woody Guthrie avec Cisco Houston[23], Furry Lewis[11], Harry Belafonte[4], Doc Watson[41] et Michael Cooney[15]
- Jumping Someone Else's Train par The Cure
- Just a Lonely Hobo par les Carlisle Brothers[59]

Début de page

## K
- Kassie Jones par Furry Lewis[23]
- KC Moan par le Memphis Jug Band[41]
- K.C. Railroad Blues par Andrew et Jim Baxter[35]
- Kentucky Borderline par Rhonda Vincent[60]
- King's Special par B. B. King[11]

Début de page

## L
- The L&N Don't Stop Here Anymore par Jean Ritchie[41]
- Last Cannonball par Mary McCaslin[18]
- The Last Ride par Hank Snow[9]
- Last Train Home par Pat Metheny[13]
- Last Train Home par John Mayer
- Last Train Home par Lostprophets
- Last Train to Clarksville par les Monkees[4],[11]
- Last Train to London par Electric Light Orchestra
- The Legend of John Henry par Johnny Cash[2]
- Let Jesse Rob the Train par Buck Owens[11]
- Let the Train Blow the Whistle par Johnny Cash[39]
- Life's Railway to Heaven par Merle Haggard[16] et Johnny Cash[17]
- The Lighting Express par Gene McNulty[35]
- Like the 309 par Johnny Cash[61]
- Linin' Track par Leadbelly[23]
- Little Red Caboose Behind the Train par Burt Hutcherson[62]
- Locomotive Breath par Jethro Tull[11]
- Locomotive Man par Johnny Cash[48]
- Lonely Train par Hank Snow[9]
- Lonesome Train par Sonny Terry, Woody Guthrie et Cisco Houston[23]
- Lonesome Train par Johnny Moore's Three Blazers[11]
- Lonesome Whistle par Hank Williams[41] et Hank Snow[9]
- Long Black Train par Josh Turner[10]
- Long Train Blues par Robert Wilkins[11]
- Long Train Runnin' par les Doobie Brothers[4],[11]
- Long Twin Silver Line par Bob Seger[11]
- The Longest Train par les Convicts of Bellwood Prison Camp, Atlanta, GA[35]
- Lost Train Blues par les Virginia Mountain Boys[15],[23] et Vernon Sutphin[15],[23]
- Love in Vain par les Rolling Stones[13]
- Love Train par les O'Jays[11]
- Lover Please par Clyde McPhatter[11]

Début de page

## M
- Mail Train Blues par Sippie Wallace[11]
- Mama from the Train par Patti Page[11]
- Marrakesh Express par Crosby, Stills and Nash[11]
- McAbee's Railroad Piece par Palmer McAbee[35]
- Mean Ole Lonesome Train par Lightnin' Slim[63]
- Mean Old Train par John Lee Hooker[11]
- Midnight Cannonball par Big Joe Turner[11]
- Midnight Special par Leadbelly[23],[41],[46], Creedence Clearwater Revival[4], Harry Belafonte[4] Johnny Rivers[11] et Ken Whiteley[18]
- Midnight Train to Georgia par Cissy Houston et Gladys Knight and the Pips[10],[11],[13]
- Milwaukee Blues par Charlie Poole et Loafers' Glory[64]
- Molly and Tenbrooks par Bill Monroe[65]
- Monkey and the Engineer par Grateful Dead[13]
- My Love Affair with Trains par Merle Haggard[16],[66]
- My Rough and Rowdy Ways par Merle Haggard[16]
- Mystery Train par Elvis Presley[4],[11],[67], Eric Clapton[4], Bob Dylan[4], Johnny Cash[4], The Doors[4], Grateful Dead[4] et The Band avec Paul Butterfield[13]

Début de page

## N
- The New Market Wreck par Mike Seeger[23]
- New River Train par Vernon Dalhart[11], les Monroe Brothers[18] et l'Iron Mountain String Band[23]
- New York to New Orleans par Arthur Smith[28]
- Night Train par Jimmy Forrest
- Night Train to Memphis par Roy Acuff[45] et Dottie West[32]
- No More Trains to Ride par Merle Haggard[16] et Boxcar Willie[55]
- Northern Line par Opal[68]

Début de page

## O
- O & K Train Song par Addie Graham[15]
- Old Henry Died on the Mountain par Henry Grady Terrell[23]
- Old Ruben par Wade Mainer and Sons of the Mountaineers[35]
- On prend toujours un train pour quelque part par Gilbert Bécaud
- On the Atchison, Topeka and the Santa Fe par Johnny Mercer[4],[6],[69], Harry Warren[4],[6],[69] et Judy Garland[4],[11]
- On the Evening Train par Johnny Cash[61]
- One More Ride par Hank Snow[9]
- Orange Blossom Special par Johnny Cash[11],[30],[46], Flatt and Scruggs[31], les Rouse Brothers[18],[70], Jerry and Sky[18],[35] et Tommy Magness[71]
- Orient Express par Sylvie Vartan

Début de page

## P
- Paddy on the Railway par les Wolfe Tones[4]
- Pan American par Hank Snow[9] et Roy Acuff[72]
- Pan American Blues par DeFord Bailey[70],[73],[74]
- Pan American Boogie par les Delmore Brothers[18]
- Pan American Man par les Carlisle Brothers[59]
- Panama Limited / Panama Limited Blues par Bukka White[75], Tom Rush[18], Doug MacLeod[75] et Ada Brown[11]
- Peace Train par Cat Stevens[11]
- Pennsylvania Station Blues par David Hamburger[18]
- People Get Ready par les Impressions[11],[76]
- Le Petit Train par André Claveau et les Rita Mitsouko[7]
- Pine Knot Cannonball par George Edgin[35]
- Poor Little Liza, Poor Girl par Homer and Jethro[35]
- Powhatan Arrow par Tommy Magness and His Orange Blossom Boys[77]
- Puisque vous partez en voyage par Mireille et Jean Sablon et Jacques Dutronc et Françoise Hardy[35]
- Pullman Passenger Train par Pullman Porters Quartette[15],[35]

Début de page

## R
- Railroad Bill par Frank Hutchison[11], Riley Puckett[41] et Walt Robertson[23]
- Railroad Blues par Trixie Smith[11] et Sam McGee[35]
- Rail Road March par Charles Meineke[78]
- Railroad Stomp par Jolly Two[35]
- Railroading and Gambling par Uncle Dave Macon[11] et les New Lost City Ramblers[15]
- Railroading on The Great Divide par la Carter Family[41]
- Ramblin' Jack par les Carlisle Brothers[59]
- Red and Green Signal Lights par G. B. Grayson avec Henry Whitter[35]
- Reuben's Old Train par Bill Keith avec Jim Rooney[15]
- Riding on That Train 45 par Steve Ledford, Wade Mainer et Zeke Morris[35]
- Riding That Midnite Train par les Stanley Brothers[79]
- Riding the Elevated Train par Lew Childre[35]
- Rock Island Line par Leadbelly[4],[10],[23],[41],[67], Johnny Cash[4], Lonnie Donegan[4],[11],[18],[41] et les Convicts of Cummins Farm, Gould, AR[35]
- Rock 'N Roll Train par AC/DC[80]
- Roll, Rattler, Roll par les Dalton Boys[58]
- Runaway Train par Soul Asylum[80]

Début de page

## S
- Section Gang Song par T.C.I. Section Crew[35]
- Shuffle Off to Buffalo par Al Dubin et Harry Warren[6]
- The Silver Ghost par Merle Haggard[16]
- Silver Rails par Hank Snow[9]
- Slow Train par Bob Dylan[10]
- Smokestack Lightning par Howlin' Wolf[11],[30]
- So Many Roads, So Many Trains par Otis Rush[67]
- Southbound par Hank Snow[9]
- Southbound Train par Graham Nash avec David Crosby[11]
- Southern Cannon-Ball par Jimmie Rodgers[11]
- Spike Driver Blues par Mississippi John Hurt[11]
- Station to Station par David Bowie[81]
- Stop That Train par Bob Marley and the Wailers[13]
- The Streamlined Cannonball par Hank Snow[9] et Sutton, Holt and Coleman[18]

Début de page

## T
- Take the "A" Train par Duke Ellington[13] et Cleo Laine[27]
- Tchou, tchou le petit train par Dorothée[7]
- "Tennessee Central No. 9 par Roy Acuff[46]
- Texas – 1947 par Johnny Cash[82]
- Texas Eagle par Steve Earle and the Del McCoury Band[30]
- One After 909 par The Beatles
- The Texas Special par Doug Bragg[83]
- The Texas Silver Zephyr par Hank Snow[9]
- That Same Old Dotted Line par Hank Snow[9]
- That Train Don't Stop Here par Los Lobos et Ruth Brown[67]
- This Train / This Train Is Bound for Glory par Sister Rosetta Tharpe[4], Woody Guthrie[4], Randy Travis[31] et Tom and Ben Paley[18]
- Ticket Agent Blues par Blind Willie McTell[11]
- Timetable Blues par Captain Appleblossom[35]
- Toot Toot Tootsie (Goo' Bye!) par Gus Kahn[6], Ernie Erdman[6], Dan Russo[6] et Art Mooney[11]
- Le Train, par Vilain Pingouin
- Train par Mose Allison[18]
- Train par The Sisters of Mercy
- Train 45 par Bill Monroe[84] et les New Lost City Ramblers[23],[35]
- Train Blues par Woody Guthrie[85]
- The Train Carrying Jimmie Rodgers Home par Prudence Johnson[15]
- Train Fare Home par Muddy Waters[11]
- Train in Vain par  The Clash
- Train Kept A-Rollin' par Tiny Bradshaw, Johnny Burnette, Motörhead[30]
- The Train My Woman's On par Hank Snow[9]
- The Train That Carried My Girl from Town par Doc Watson[23]
- Train of Thought par Cher[11]
- Train, Train par Blackfoot[11]
- Train Whistle Blues par Jimmie Rodgers[15] et Merle Haggard[16]
- Train Whistle Nightmare par Joe « Cannonball » Lewis[35]
- Trains par Porcupine Tree[80]
- Trains and Boats and Planes par Burt Bucharach, Billy J. Kramer et Dionne Warwick[11]
- Trains Make Me Lonesome par George Strait[31]
- Trans-Europe Express par Kraftwerk[86]
- Travelling North par Alasdair Clayre[87]
- Trouble in Mind par Nina Simone[11]
- True and Trembling Brakeman par les Lullaby Larkers[35]

Début de page

## U
- Un train qui part par Marie
- Up the Way Bound par Papa Charlie Jackson[88]

Début de page

## W
- Wabash Cannonball par Roy Acuff[4],[44],[46], la Carter Family[4],[11],[31], Hank Snow[9], Doc Watson[15],[23], Jean Ritchie[15], Dottie West[32] et Burl Ives[89]
- Waitin' for the Train to Come In par Harry James et Kitty Kallen[11]
- Waiting for a Train par Jimmie Rodgers[11],[31],[41] et Merle Haggard[16]
- Waiting on a Train de Mark Lanegan[90]
- Waiting on the '103' par Dan Hicks and His Hot Licks[15]
- Way Out in Idaho par Rosalie Sorrels[23]
- Way Out There par Hank Snow[9]
- When You Need a Train It Never Comes par Amanda Shires[91]
- White Man Singin' the Blues par Merle Haggard[16]
- Workin' for the MTA par Justin Townes Earle[92]
- Wreck between New Hope and Gethsemane par Doc Hopkins[93]
- The Wreck of the 1256 par Vernon Dalhart[94] et Curly Fox[35]
- Wreck of the G & SI par Happy Bud Harrison[93]
- Wreck of the N & W Cannonball par Vernon Dalhart[93]
- The Wreck of Number Nine par Hank Snow[9] et Rosalie Sorrels[23]
- The Wreck of the Old 97 par Vernon Dalhart[4],[70], Johnny Cash[4],[21], Hank Snow[9],[11], Boxcar Willie[30], Pop Stoneman[23] et les Arizona Wranglers[35]
- The Wreck of the Royal Palm par Andrew Jenkins[12] et Joe Glazer[22]
- The Wreck of the Virginian Train par John Hutchens[11]

## Z
- Zack, The Mormon Engineer par L. M. Hilton[23]
- Zion Train par Bob Marley and the Wailers[80]
- Zoo Station par U2[10]

Début de page